# First Strike Still Deadly
First Strike Still Deadly — девятый студийный альбом американской трэш-метал-группы Testament, вышедший в октябре 2001 года на лейбле Spitfire Records.

## Об альбоме
First Strike Still Deadly составлен из заново перезаписанных песен первых двух альбомов коллектива. Характерно присутствие в записи основной вокальной партии Стива «Зетро» Сузы, оригинального вокалиста группы в начальный период её существования, в последних двух песнях альбома.

## Список композиций
1. «First Strike Is Deadly»
2. «Into the Pit»
3. «Trial by Fire»
4. «Disciples of the Watch»
5. «The Preacher»
6. «Burnt Offerings»
7. «Over the Wall»
8. «The New Order»
9. «The Haunting»
10. «Alone in the Dark»
11. «Reign of Terror»

## Участники записи
- Чак Билли — вокал (на 1-9 треках)
- Стив Суза — вокал (на 10 и 11 треках)
- Джон Темпеста — ударные
- Стив ДиДжорджио — бас-гитара
- Алекс Сколник — гитара
- Эрик Питерсон — гитара